# Tope Oshin
Tope Oshin, née le 10 juin 1979, est une réalisatrice nigériane de télévision et de cinéma, productrice et directrice de casting, répertoriée comme étant l'un des Nigérians les plus influents du cinéma en 2019.  En 2015, le magazine Pulse la désigne comme l'une des « 9 réalisatrices nigérianes que vous devriez connaître » dans l'industrie cinématographique de Nollywood et en mars 2018, à l'occasion du mois de l'histoire des femmes, Tope Oshin est célébrée par OkayAfrica comme l'une des Okay100 Women.

## Enfance et formation
Tope Oshin est issue d'une famille chrétienne fervente. Enfant, elle apprend le dessin, le chant et la danse et aspire à devenir peintre. Elle étudie l'économie à l'université d'Ilorin (en), dans l'État de Kwara, avant d'abandonner au profit d'une formation en administration publique. Elle étudie ensuite les arts du théâtre, la télévision et la production cinématographique à l'université d'État de Lagos (en).  Elle s'intéresse davantage au cinéma et poursuit sa formation à la Colorado Film School du Community College of Aurora (en) à Denver (États-Unis), et à la Met Film School (en) d'Ealing Studios, à Londres. Tope Oshi est également  passée aux « Talents Durban » et Berlinale Talents (de),, des programmes de mise en réseau de créateurs du monde du cinéma et de séries dramatiques à travers le monde.

## Carrière
Tope Oshin joue en tant qu'actrice pendant 12 ans dans des films comme Relentless (film de 2010) (en).
Elle se tourne ensuite vers la réalisation, travaillant comme assistante réalisatrice pour The Apprentice Africa (en). Elle se fait connaître en réalisant des drames télévisés et des feuilletons africains populaires tels que Hush, Hotel Majestic, Tinsel (série TV) (en) et MTV Shuga (en). Bien qu'elle ait réalisé plusieurs courts métrages introspectifs tels que The Young Smoker, Till Death Do Us Part, New Horizons et Ireti, elle est surtout connue pour ses longs métrages à succès de 2018 Up North (en) et New Money (en).
Tope Oshin a produit certains des meilleurs films au box-office du Nigeria, tel le film romantique de 2015 Fifty (en) qui parle de quatre femmes de Lagos âgées de cinquante ans, qui a battu des records au box-office lors de sa sortie en décembre 2015, générant 20 millions de nairas de recettes dès le premier week-end. Elle a également produit The Wedding Party 2 (en) en 2018, qui est considéré comme étant le film le plus rentable de Nollywood.
En 2016, elle produit et réalise le documentaire Amaka's Kin: The Women Of Nollywood, en mémoire de l'éminent cinéaste Amaka Igwe, décédé en 2014. Le documentaire aborde les problèmes auxquels sont confrontées les réalisatrices nigérianes, travaillant dans une industrie dominée par les hommes.
En 2017, dans le prolongement de son documentaire et dans le cadre de la saison BBC 100 Women, Tope Oshin célèbre la nouvelle génération de femmes cinéastes réinventant Nollywood, en présentant le documentaire de la BBC Nigeria: Shooting It Like A Woman. Les documentaires de Tope Oshin ont influencé de nombreuses autres émissions de télévision et œuvres littéraires, notamment le livre de Niran Adedokun, Ladies Calling the Shots.
En 2018, Tope Oshin co-écrit, réalise et produit le film Queer We Don't Live Here Anymore pour l'organisation de défense des droits humains TIERs (The Initiative For Equal Rights). Le film suscite une controverse au Nigeria, n'est pas accepté pour une sortie au cinéma et n'a qu'une sortie en ligne limitée avec FilmOne Distribution. We Don't Live Here Anymore est cependant projeté au Africa In Motion Film Festival de Glasgow, et accumule de manière surprenante de nombreuses nominations et récompenses aux Best of Nollywood Awards de 2018 au Nigeria.
Tope Oshin a également une carrière florissante en tant que directrice de casting et joue dans plusieurs de ses projets cinématographiques et télévisuels, par exemple dans les 3 saisons nigérianes de la série dramatique Shuga (en) de la MTV Staying Alive Foundation.
Par l'intermédiaire de sa société Sunbow Productions [ng], Tope Oshin est chargée de produire la saison 8 de Shuga (en), surnommée MTV Shuga Naija 4. Elle est créditée en tant que directrice principale, showrunner, productrice exécutive et productrice, après avoir réalisé et fait la distribution de la saison 6 de la série en 2017.
En 2015, Tope Oshin est membre du jury de l'International Emmy Award.

## Vie privée
Tope Oshin est mariée de 2002 à 2014 avec le scénariste Yinka Ogun. Ils ont quatre enfants. 

## Filmographie

### Longs métrages
| Année | Titre                      | Rôle       | Rôle        | Ref    |
| Année | Titre                      | Directrice | Productrice | Ref    |
| ----- | -------------------------- | ---------- | ----------- | ------ |
| 2012  | Journey to Self (en)       | Oui        | (no)        | [ 2 ]  |
| 2015  | Fifty (en)                 | (no)       | Oui         |        |
| 2017  | The Wedding Party 2 (en)   | (no)       | Oui         |        |
| 2017  | In Line                    | Oui        | (no)        |        |
| 2018  | New Money (en)             | Oui        | (no)        | [ 28 ] |
| 2018  | We Don't Live Here Anymore | Oui        | Oui         | [ 29 ] |
| 2018  | Up North (en)              | Oui        | (no)        | [ 30 ] |

### Courts métrages
| Année | Titre                 | Rôle       | Rôle        | Rôle       | Rôle     | Ref    |
| Année | Titre                 | Directrice | Productrice | Scénariste | Éditrice | Ref    |
| ----- | --------------------- | ---------- | ----------- | ---------- | -------- | ------ |
| 2011  | The Young Smoker      | Oui        | Oui         | (no)       | (no)     |        |
| 2013  | New Horizons          | Oui        | Oui         | (no)       | (no)     |        |
| 2013  | Till Death Do Us Part | Oui        | Oui         | (no)       | (no)     |        |
| 2014  | Crush                 | Oui        | Oui         | Oui        | Oui      |        |
| 2015  | Ireti                 | Oui        | Oui         | Oui        | (no)     | [ 31 ] |

### Documentaires
| Année | Titre                                | Rôle       | Rôle        | Rôle       | Rôle          | Ref    |
| Année | Titre                                | Directrice | Productrice | Scénariste | Présentatrice | Ref    |
| ----- | ------------------------------------ | ---------- | ----------- | ---------- | ------------- | ------ |
| 2016  | Amaka’s Kin: The Women of Nollywood. | Oui        | Oui         | Oui        | (no)          | [ 31 ] |
| 2017  | Nigeria: Shooting It Like A Woman    | (no)       | (no)        | (no)       | Oui           | [ 16 ] |

### Télévision
| Année       | Titre                         | Rôle       | Rôle        | Rôle       | Rôle                  | Rôle                  | Ref    |
| Année       | Titre                         | Directrice | Productrice | Scénariste | Directrice du casting | Autre                 | Ref    |
| ----------- | ----------------------------- | ---------- | ----------- | ---------- | --------------------- | --------------------- | ------ |
| 2008        | Maltina Dance All             | (no)       | (no)        | (no)       | (no)                  | Presentatrice         | [ 32 ] |
| 2009        | Moments With Mo               | (no)       | Oui         | (no)       | (no)                  |                       |        |
| 2009 - 2013 | Tinsel (série TV) (en)        | Oui        | (no)        | (no)       | (no)                  | Box/Content producer  |        |
| 2012        | Bridges                       | Oui        | (no)        | (no)       | (no)                  |                       |        |
| 2013        | Conversations At Dinner       | Oui        | Oui         | (no)       | Oui                   |                       |        |
| 2013        | Love and War                  | Oui        | Oui         | (no)       | Oui                   |                       |        |
| 2014        | Walk The Talk                 | Oui        | Oui         | (no)       | (no)                  |                       |        |
| 2015        | Hotel Majestic                | Oui        | (no)        | (no)       | (no)                  |                       |        |
| 2016        | Gidi Up (en)3 (Unaired)       | Oui        | (no)        | (no)       | (no)                  |                       |        |
| 2016        | EvoL                          | Oui        | Oui         | Oui        | Oui                   |                       |        |
| 2016        | Hush                          | Oui        | (no)        | (no)       | (no)                  |                       |        |
| 2017        | BattleGround                  | Oui        | (no)        | (no)       | (no)                  | Consultante           |        |
| 2017        | Ever After (TV Feature)       | Oui        | Oui         | Oui        | Oui                   |                       |        |
| 2018        | MTV Shuga (en) Season 6       | Oui        | (no)        | (no)       | Oui                   |                       | [ 9 ]  |
| 2019        | MTV Shuga (en) Naija Season 4 | Oui        | Oui         | (no)       | Oui                   | Productrice exécutive | [ 33 ] |

## Récompenses et nominations
| Année | Récompense                                                  | Catégorie                                | Film                                | Résultat   | Ref    |
| ----- | ----------------------------------------------------------- | ---------------------------------------- | ----------------------------------- | ---------- | ------ |
| 2011  | In-short film festival                                      | Audience Prize                           | The Young Smoker                    | Lauréate   |        |
| 2011  | In-short film festival                                      | Special Jury Mention                     | The Young Smoker                    | Lauréate   |        |
| 2011  | In-short film festival                                      | Best Director                            | The Young Smoker                    | Nomination |        |
| 2011  | In-short film festival                                      | Best Film                                | The Young Smoker                    | Nomination |        |
| 2011  | TAVA (The Audio Visual Awards)                              | Best Directing                           | Tinsel                              | Lauréate   |        |
| 2012  | Abuja International Film Festival                           | Best Short Film                          | Till Death Do Us Part               | Lauréate   |        |
| 2012  | In-short film festival                                      | Best Film                                | Till Death Do Us Part               | Lauréate   |        |
| 2012  | In-short film festival                                      | Best Director                            | Till Death Do Us Part               | Lauréate   |        |
| 2012  | TAVA (The Audio Visual Awards)                              | Most Outstanding Short Film              | Till Death Do Us Part               | Nomination |        |
| 2012  | TAVA (The Audio Visual Awards)                              | Most Outstanding Short Film              | The Young Smoker                    | Nomination |        |
| 2012  | Africa Movie Academy Awards                                 | Best Short Film                          | The Young Smoker                    | Nomination |        |
| 2012  | Abuja International Film Festival                           | Outstanding Film in Directing            | Till Death Do Us Part               | Nomination |        |
| 2012  | Abuja International Film Festival                           | Best Short Film                          | The Young Smoker                    | Nomination |        |
| 2013  | Slum Film Festival                                          | Best Narrative Film                      | The Young Smoker                    | Lauréate   |        |
| 2013  | 2013 Best of Nollywood Awards (en)                          | Best Movie With A Social Message         | Journey To Self                     | Lauréate   |        |
| 2013  | Zulu African Film Academy Awards (en)                       | Best Director                            | Journey To Self                     | Nomination |        |
| 2013  | Nollywood Movies Awards (en)                                | Best Director                            | Journey To Self                     | Nomination |        |
| 2013  | Nollywood Movies Awards (en)                                | Best Movie                               | Journey To Self                     | Nomination |        |
| 2013  | Nollywood Movies Awards (en)                                | Best Short Film                          | Till Death Do Us Part               | Nomination |        |
| 2014  | Teens Favorite Awards                                       | Teens Favorite TV & Film Producer        | NC                                  | Lauréate   |        |
| 2014  | Africa Movie Academy Awards                                 | Special Jury Award                       | New Horizons                        | Lauréate   |        |
| 2014  | Nigerian Broadcast & Media Awards                           | Best Program Director                    | Tinsel                              | Nomination |        |
| 2014  | Nigerian Broadcast & Media Awards                           | Best TV Drama                            | New Horizons                        | Nomination |        |
| 2014  | Nigeria Entertainment Awards (en)                           | Best Director                            | Journey To Self                     | Nomination |        |
| 2014  | 2014 Best of Nollywood Awards (en)                          | Best Short Film                          | New Horizons                        | Nomination |        |
| 2015  | Golden Movie Awards                                         | Golden Short Award                       | New Horizons                        | Lauréate   |        |
| 2016  | Lagos Entertainment Awards                                  | Director Of The Year                     | NC                                  | Nomination |        |
| 2016  | Exquisite Lady of the Year (en)                             | Best Producer of The Year                | Fifty                               | Nomination |        |
| 2016  | Nigerian Creatives Award                                    | Creative Personae of the year            | NC                                  | Nomination |        |
| 2016  | Divas Awards                                                | Filmmaker of the year                    | NC                                  | Nomination |        |
| 2016  | Abuja International Film Festival, Nigeria                  | Best Short Film                          | Ireti                               | Nomination |        |
| 2016  | Africa Movie Academy Awards                                 | Best Short Film                          | Ireti                               | Nomination |        |
| 2016  | Golden Movie Awards                                         | Golden Short Award                       | Ireti                               | Nomination |        |
| 2016  | Nigerian Broadcast & Media Awards                           | Best TV Program Director                 | Tinsel                              | Lauréate   |        |
| 2016  | Womens Only Entertainment Film Festival                     | Best International Short Film            | Ireti                               | Lauréate   |        |
| 2016  | Womens Only Entertainment Film Festival                     | Best International Female Director       | Ireti                               | Lauréate   |        |
| 2016  | 2016 Best of Nollywood Awards (en)                          | Best Documentary                         | Amaka’s Kin: The Women of Nollywood | Lauréate   |        |
| 2017  | 2017 Africa Magic Viewers' Choice Awards (en)               | Best Documentary                         | Amaka’s Kin: The Women of Nollywood | Nomination |        |
| 2017  | 2017 Africa Magic Viewers' Choice Awards (en)               | Best Short Film                          | Ireti                               | Nomination |        |
| 2017  | City People Entertainment Awards (en)                       | Best Director Of The Year                | NC                                  | Lauréate   |        |
| 2017  | Ebonylife TV Sisterhood Awards                              | Director Of The Year                     | NC                                  | Nomination |        |
| 2018  | 2018 Best of Nollywood Awards (en)                          | Best Director of The Year                | We Don’t Live Here Anymore          | Lauréate   | [ 34 ] |
| 2018  | 2018 Best of Nollywood Awards (en)                          | Best Movie of The Year                   | We Don’t Live Here Anymore          | Lauréate   |        |
| 2018  | 2018 Best of Nollywood Awards (en)                          | Best Editing                             | We Don’t Live Here Anymore          | Lauréate   |        |
| 2018  | 2018 Best of Nollywood Awards (en)                          | Best Screenplay of The Year              | We Don’t Live Here Anymore          | Nomination |        |
| 2018  | RealTime Film Festival                                      | Best Movie By A Female African Filmmaker | In Line                             | Lauréate   | [ 35 ] |
| 2019  | Africa Movie Academy Awards                                 | Best Nigerian Film                       | Up North                            | Nomination |        |
| 2021  | 7th Annual Hollywood Weekly Magazine Film Festival & Awards | Best Director                            | In Line                             | Lauréate   | [ 36 ] |
| 2021  | ReFrame (en)                                                | The ReFrame Stamp (en) Award             | Here Love Lies                      | Lauréate   | ,      |

### Honneurs
- OkayAfrica Okay100 Femmes 2017 Honorée[39]
- Prix d'excellence dans les industries créatives - Prix Sisi Oge 2018[40]
- Distinguished Alumni Medal of Honor 2016 - Festival du court métrage[41]
- African Woman In Film Award 2015 par le Fonds de développement des femmes africaines[42]
- Prix spécial pour sa contribution exceptionnelle au cinéma et à la télévision au Nigeria - Eko Star Film & TV Awards du gouvernement de l'État de Lagos. /Sommet nigérian du cinéma et de la télévision/Ebonylife Media 2021[43]